# Блинов (остров)
Блинов — «осушной» остров в Астраханском заповеднике, на Обжоровском участке. Представляет собой сплошные тростниковые и рогозные крепи (ассоциации или «переплетения») в воде, тянущиеся 10—15 км. «Твёрдая» земля встречается местами внутри зарослей тростника у ивовых рощ в периоды низкого уровня воды.
Остров появился в 30-е годы XX века, в 1942—1958 годах сформировались заросли рогоза и тростника. Значительное увеличение площади острова наблюдалось при снижении уровня Каспия и обмелении подводной части дельты Волги (авандельты) в 1977 году. С повышением уровня Каспия остров в значительной степени обычно находится под водой.
Вместе с Хохлатским и другими островами расположен на широкой и длинной подводной косе.
В марте 2023 года на Блинове случился пожар, остров был практически недоступен для тушения с использованием водной и наземной техники.